# Bergwerk (Gemeinde Mariasdorf)
Bergwerk ist ein Ortsteil der Marktgemeinde Mariasdorf im Burgenland, Bezirk Oberwart, Österreich.

## Geschichte
Die ersten Unterlagen über diesen Ort stammen aus dem 14. Jahrhundert. Von 1659 bis 1854 war die Ortschaft die überwiegende Zeit Teil der Herrschaft Pinkafeld. 
Früher handelte es sich um ein Bergbaugebiet mit Eisen-, Kupfer- und Schwefelkiesabbau. Heute ist Bergwerk ein Haufendorf mit etwa 140 Einwohnern mit protestantischer Mehrheit. 
Das Grab des Nationalökonomen, Soziologen und Philosophen Othmar Spann befindet sich auf dem Ortsfriedhof von Bergwerk.

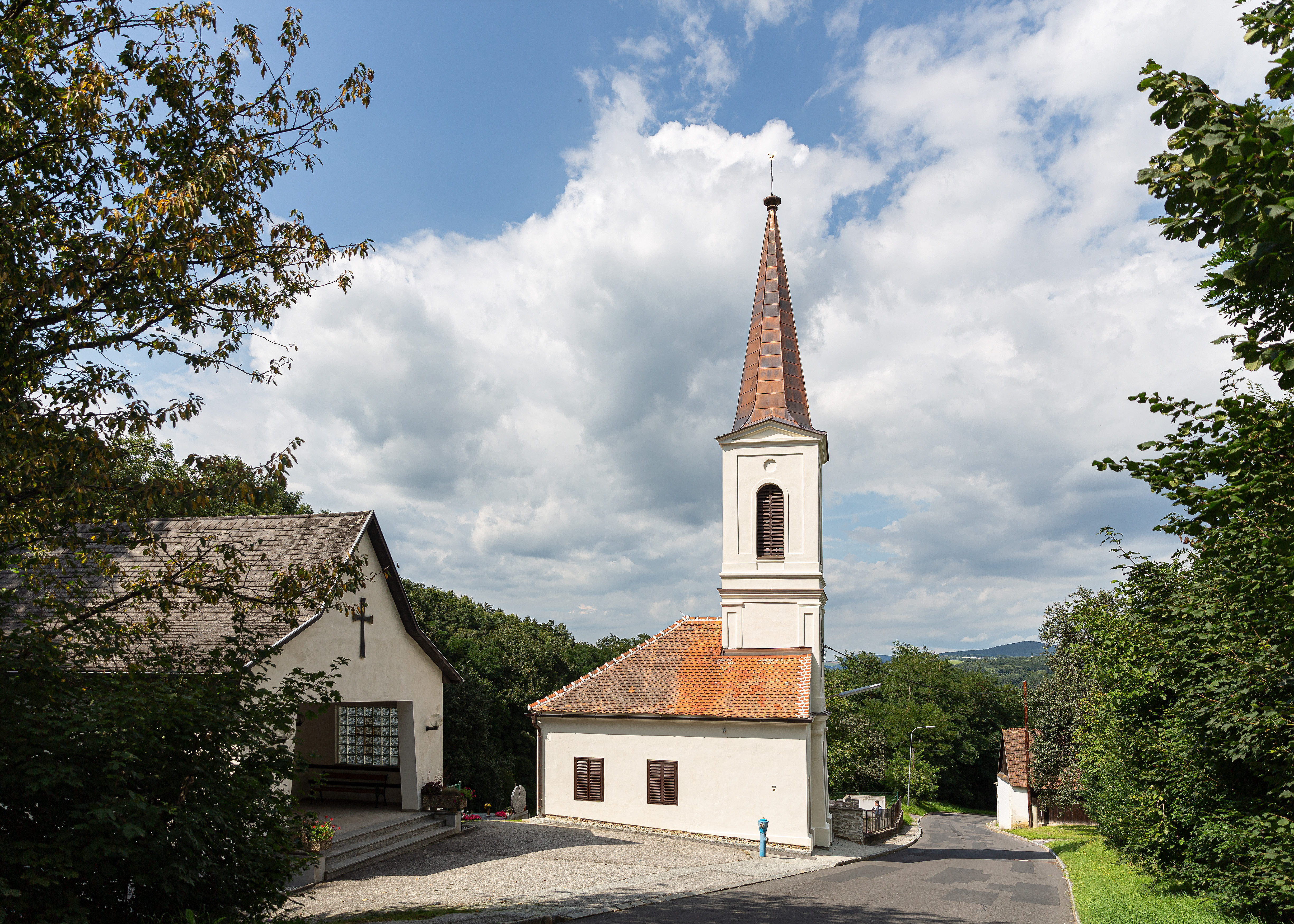
Glockenturm
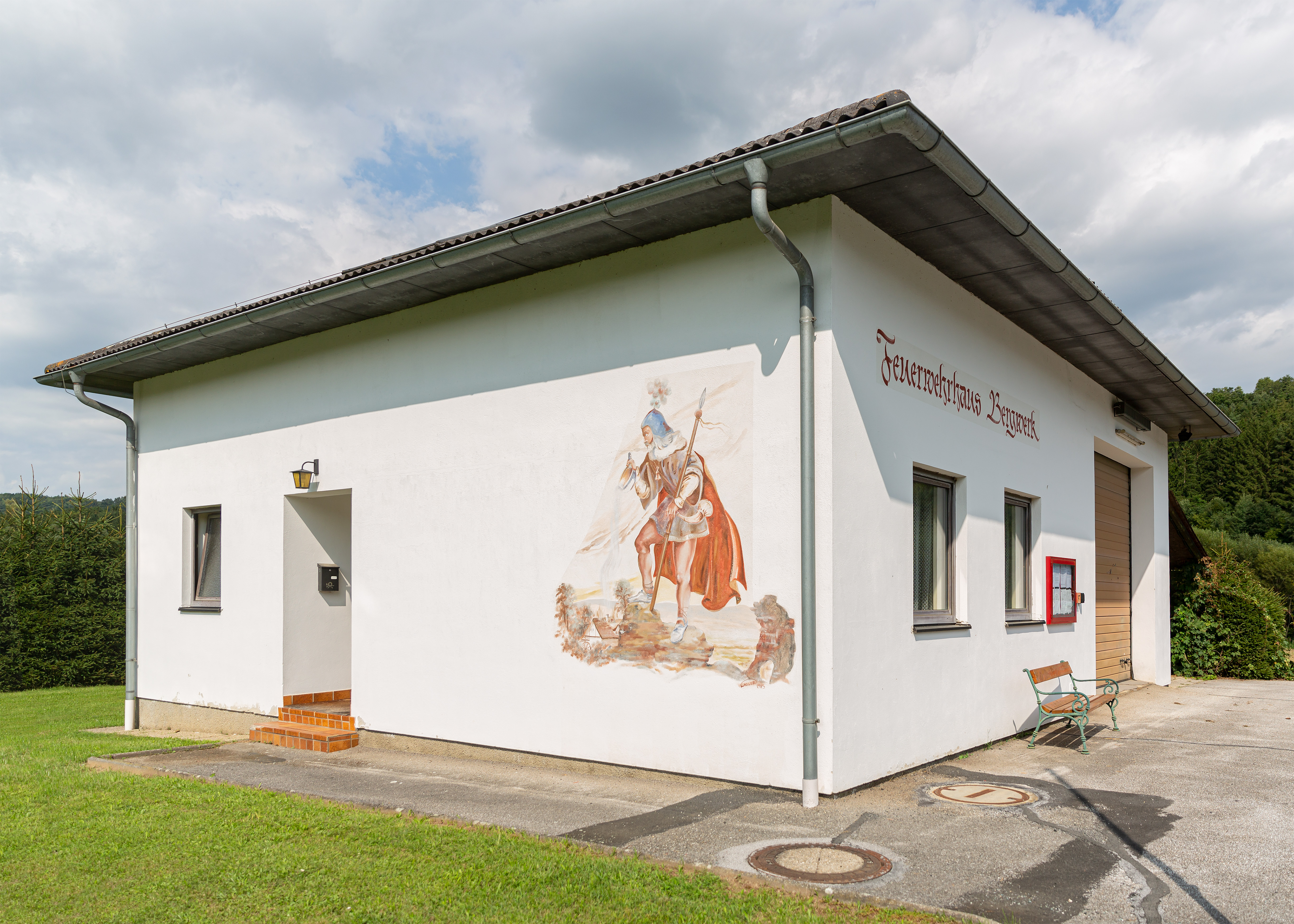
Feuerwehr
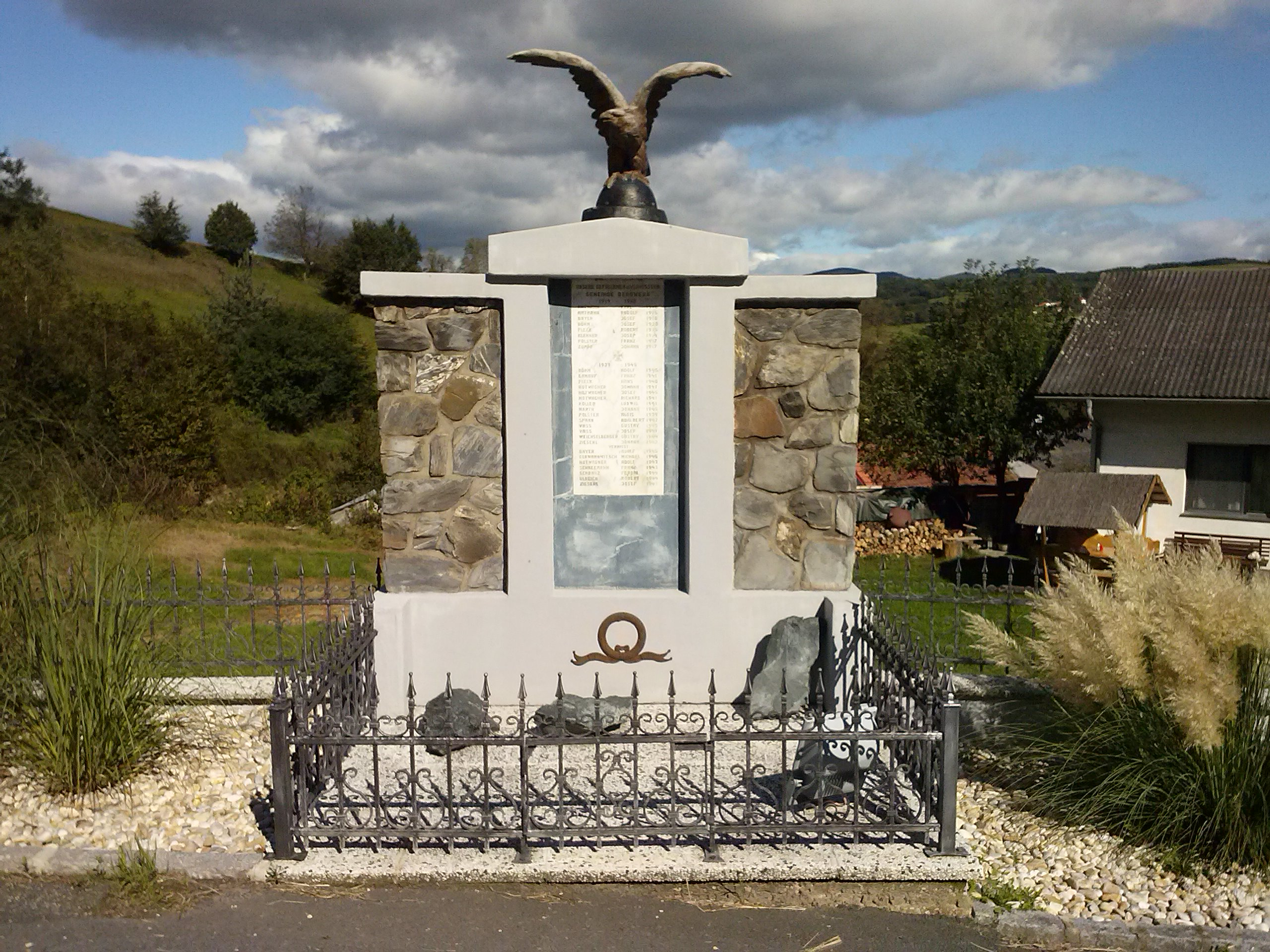
Kriegerdenkmal
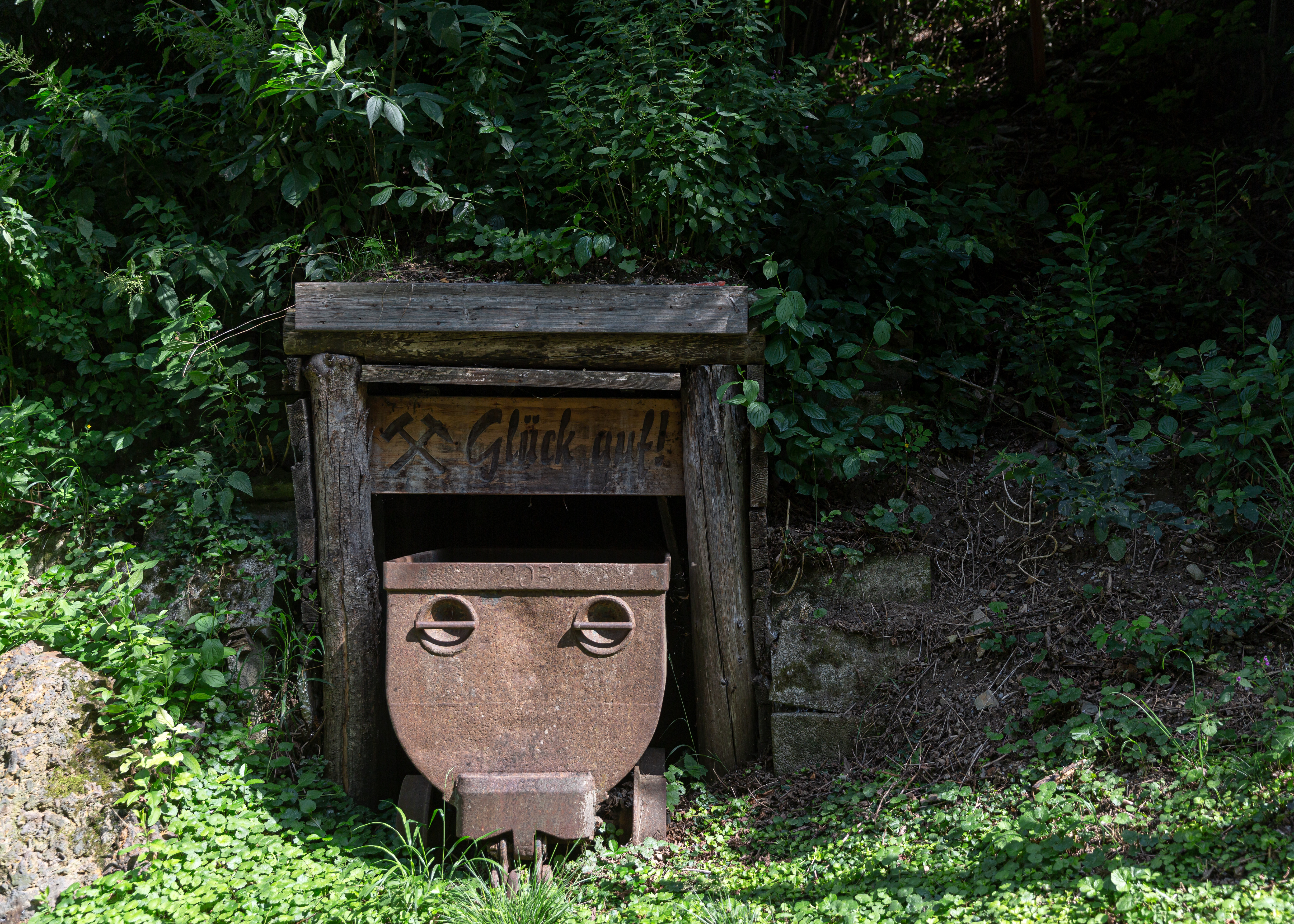
Ortseinfahrt